# 达尼
达尼，是匈牙利佩斯州所辖的一个村。总面积43.01平方公里，总人口4437，人口密度103.2人/平方公里（2011年1月1日）。